# Bottyán János utca (Esztergom)

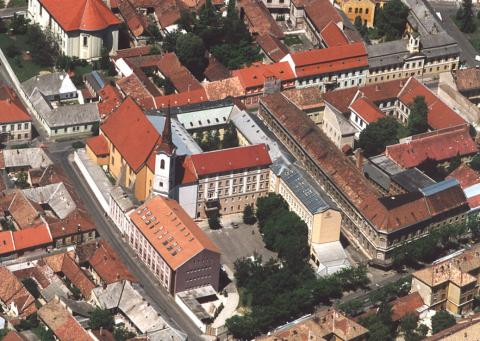
A képen felül, vízszintesen fut a Bottyán János utca. A kép bal oldalán félig látszó épület a Sándor-palota, utána a plébániaház, egy barokk épület, óvoda, Meszéna-ház, vármegyeháza, és végül a jobb szélső, sárga épület a Városháza

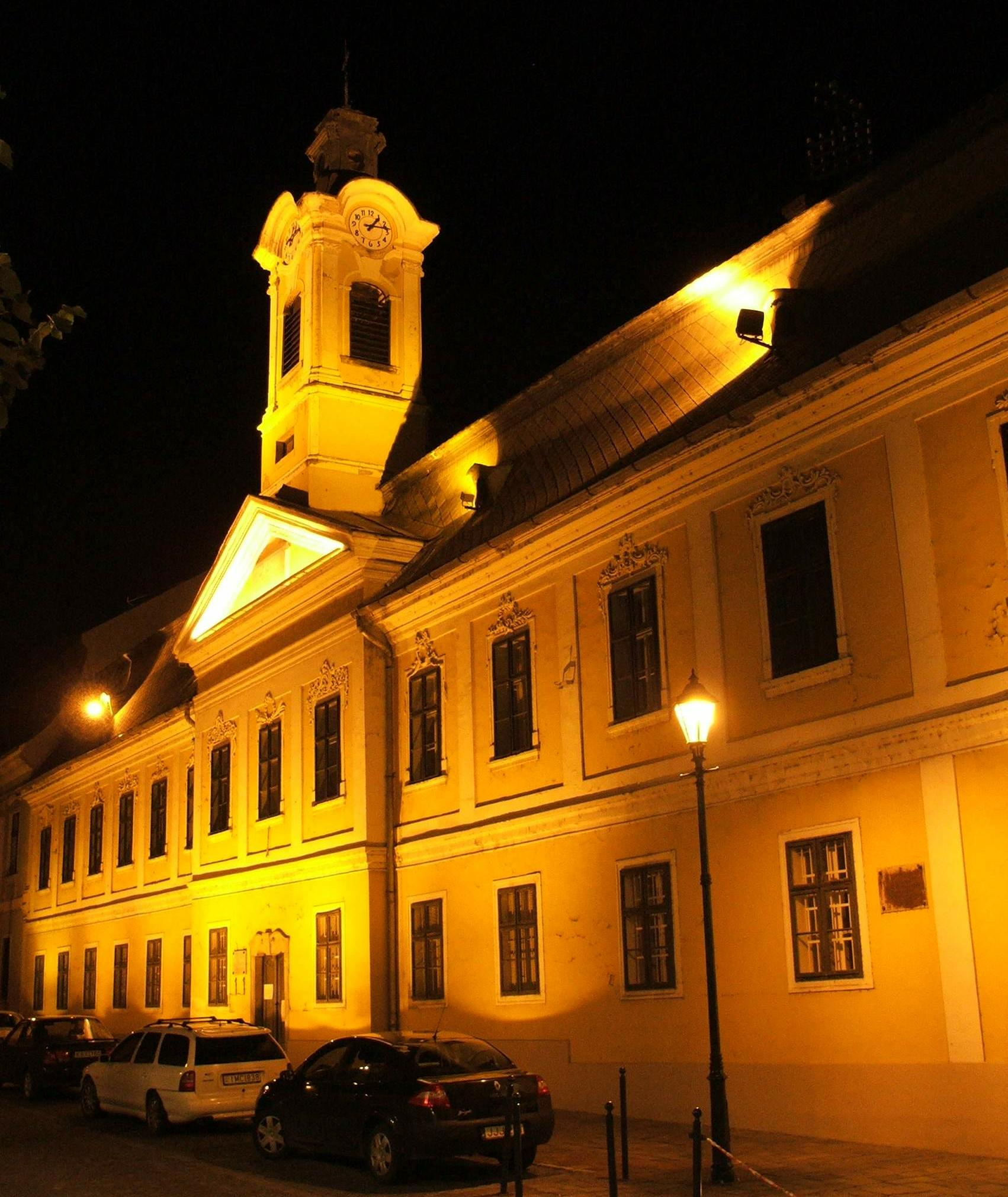
A városháza oldalhomlokzata

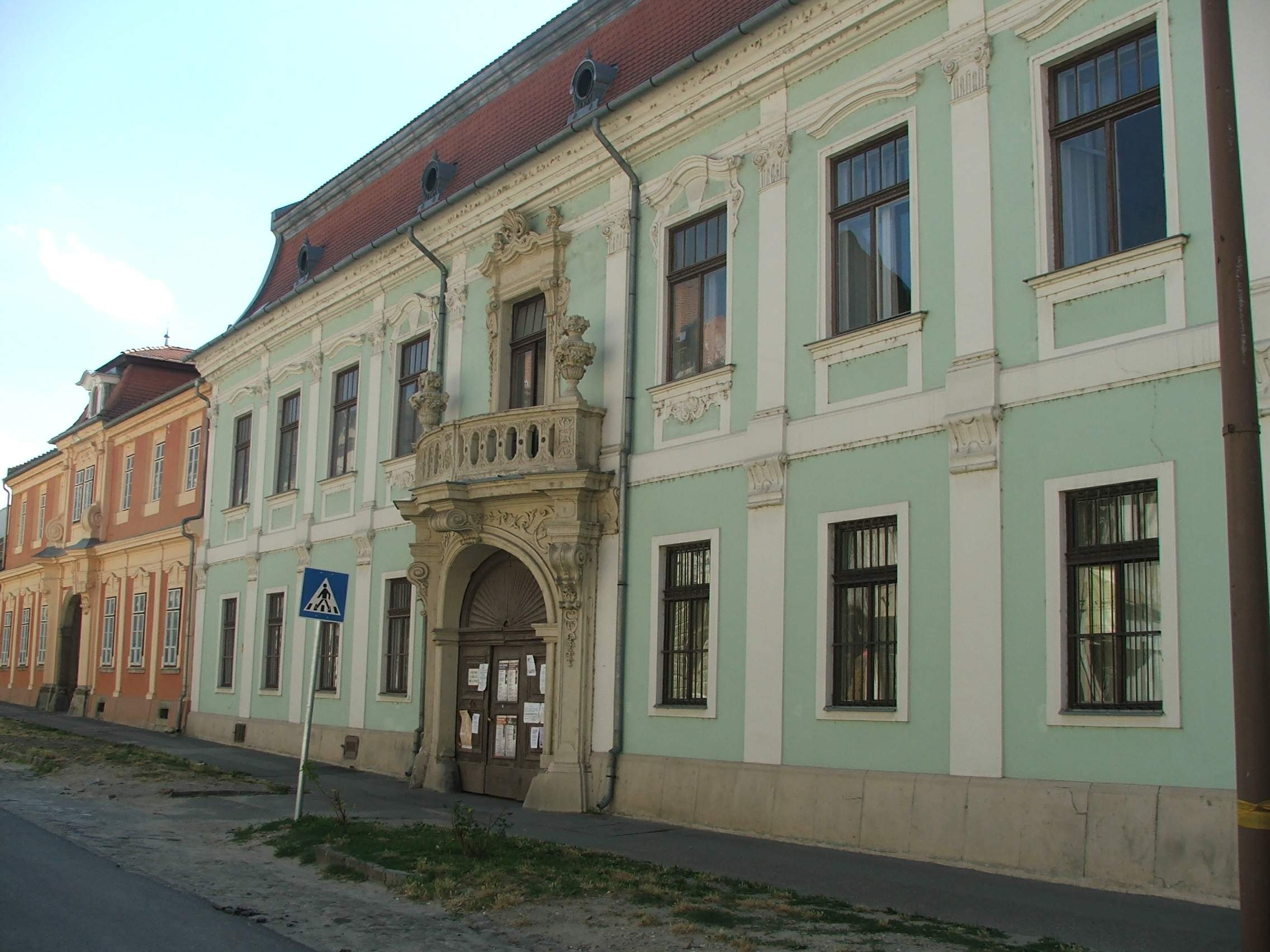
Nyugati házsor – Vármegyeháza

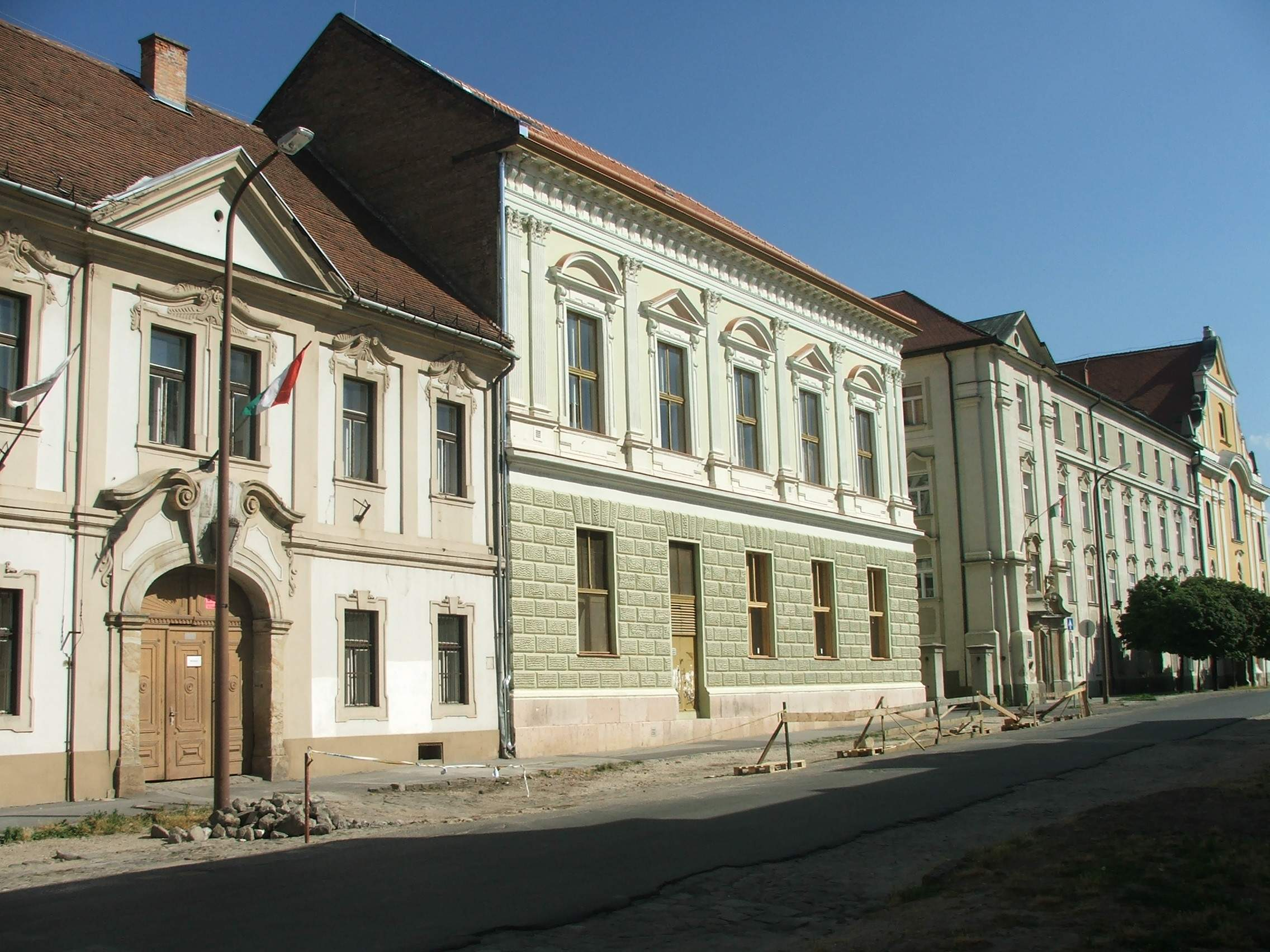
Keleti házsor

Az esztergomi Bottyán János utca a Széchenyi téren található városháza bal sarkától kezdődik, és déli irányba fut. Az utcában több említésre méltó palota emelkedik. 1878-ban a Rákóczi-szabadságharc kiemelkedő kuruc generálisáról, Bottyán Jánosról, vagy Vak Bottyánról kapta a nevét, akinek egykori kúriája a mai városháza. Előtte 1720-tól Szent Lőrinc utca, 1750-től Nagy utca, 1777-től ismét Szent Lőrinc utca, 1780-tól Szent Anna utca, 1820-tól Barátok utcája volt.
- A Bottyán János utca 1 szám alatt található a városháza kibővítéseként épült 13 tengelyes oldalszárny. Ez a kétszintes épület Mária Terézia adományából készült 1778–1779-ben azért, hogy a mai Szent István gimnáziumnak adjon otthont, és e falak kötik össze a Városházát a jóval korábban épület alnádori palotával. (Bottyán J. u. 3.) A két épületrész egykori különállását jelzi a középrizalit a timpanonnal és az óratoronnyal. A timpanonon vörös márványtábla állít emléket Mária Terézia adományának. A homlokzat kialakítása a Városháza homlokzatát követi. A két szintet széles övpárkány választja el egymástól, az ablakok alatt és felett rokokó stílusú stukkók láthatók. Az óratorony négyzetes alapú, sarkain kompozita fejezetű félpillérekkel, melyek közrefogják és tartják a tagolt, íves párkányzatokat, helyet adva az óralapoknak. Az ovális ablakokkal ellátott toronysisak keresztet tart. E ház homlokzatán szintén látható egy márványtábla, mely az 1838-as árvíz szintjét jelzi.
- A Bottyán János utca 3 alatt áll a volt vármegyeháza, vagy Török generálisház, melynek 1747 körüli építése Terstyánszky János alnádor nevéhez fűződik. A barokk palota kilenctengelyes, kétszintes épület, magas manzárd tetővel. Középrészén széles kosáríves, ívesen domborodó kapuzat található, a kaput övező félpillérek rézsűs elhelyezésűek. A pillérek gazdagon díszített, volutás konzolos fejezetűek. A kapu felett kőkorlátos, fonatos, előre ívelő erkély helyezkedik el, szélein egy-egy virágdíszes kővázával. Az erkélyre nyíló ajtó szemöldökpárkányát volutás konzol tartja. A párkány frízében olvasható a 19. századból származó felirat: CURIA COTTUS STRIGONIENSIS (Esztergom Vármegye Székháza). A megtört vonalú, lendületes koronázó párkány felett a középpontban kagylódísz emeli az épület méltóságteljes képét, míg két szélén egy-egy fej jelenik meg lángokkal. Az oldalszárnyakat félpillérek is hangsúlyozzák, a fölszinten volutás, az emeleten kompozita fejezetekkel. Az emelet ablakainak szemöldökpárkányai változatosak, de szimmetrikusak. A kapun belépve széles, háromszakaszos, boltozott kapualjba jutunk, innen balra nyílik az emeleti díszterembe vezető lépcső. 2008 januárjában ide költözött az Ister-Granum Eurorégió irodája.

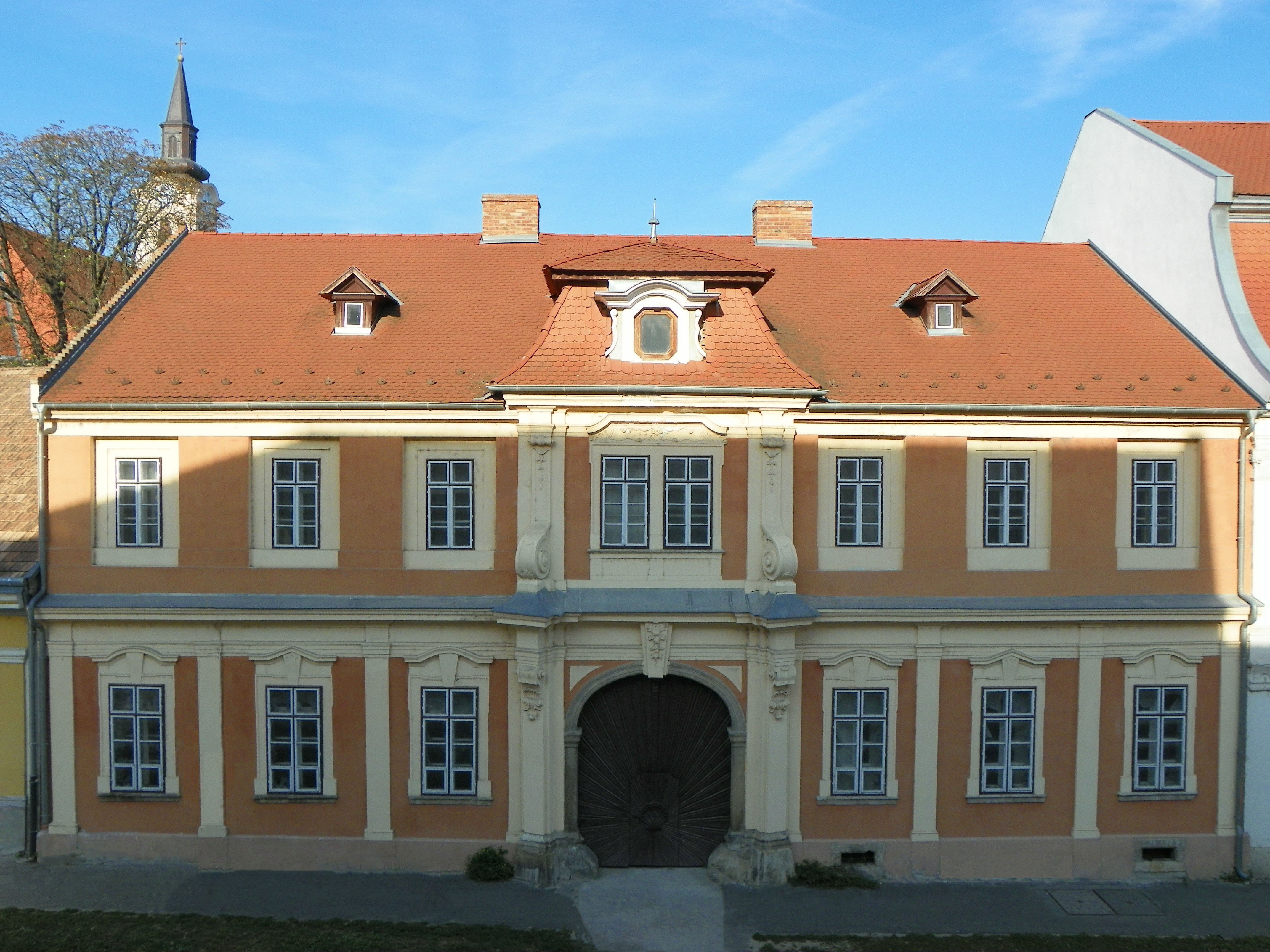
5-ös számú ház, a Meszéna-ház

- A Bottyán János utca 5 alatt álló úgynevezett Meszéna-házat 1755–1770 között építették barokk stílusban Pethő Sebestyén városbíró megbízásából. A héttengelyes épület oldalszárnyait a földszint felett eredetileg manzárdtető fedte, az emeleti rész 1770-ben készült, és a földszintinél jóval egyszerűbb, kevésbé díszített. A ház középrésze előreugró, a kapu széles, kosáríves, kőkeretes, melyet közrezár egy-egy volutás fejezetű pillér. Az övpárkány merészen előreugró, felette kettős emeleti ablak, melyet közrefog egy-egy a párkányra lefutó, rézsűs elrendezésű, volutás félpillér. A kettős ablak felett enyhén ívelt szemöldökpárkány található, stukkódíszítéssel. A főpárkány felett csak a középrészen található manzárdtető, a főtengelyben nyolcszögű, kőkeretes, volutás ablak látható, melynek íves szemöldökpárkánya egyezik a fölszinti ablakokéval. A ház egyik legjelentősebb dísze a napsugaras fakapu, középpontjában a kopogtató gombjával. A kapualj hatszakaszos, fiókos dongaboltozattal fedett, jobbra barokkpince nyílik, íves, kőkeretes nyílással. Az emeletre kovácsoltvas korláttal ellátott falépcső vezet. A ház a 19. század közepétől a Meszéna család tulajdonában állt.
- A Bottyán János utca 7 alatt 1840 körül, klasszicista stílusban készült épületet találunk, mely öttengelyes, földszintes, előreugró középrésszel. A kapuzat nagy, egyenes vonalú, az épület bal szélén található, a négy ablak is egyenes vonalú, a fal síkjába simuló. Az épület vörösmárvány lábazatú, melyen toszkán fejezetű félpillérek állnak. A házban 1863-tól városi óvoda működik.
- A Bottyán János utca 9 alatti Mattasovszky-ház földszintes, kilenctengelyes ház. Eredetileg barokk stílusban épült 1700 körül, mai formájára a 19. században építették át. A kapunyílás széles, fonatos, leveles romantikus díszítéssel, egyenes keretezésben. Két oldalt a négy-négy ablaknyílás felett a kapuéval azonos díszítés látható a 4-4 idomtéglán. Az egyenes vonalú, keskeny ablakkeretek a ház lábazatáig futnak le, az ablakok között és a kapu felett oroszlánfej szobrok díszítik a párkányzatot. A kutatások alapján, a ház helyén a középkorban ferences templom, illetve kolostor állt.
- Az utca nyugati házsorának utolsó említésre méltó építménye, a IV. Béla király utca 3 alatti, Szent Péter és Szent Pál plébániatemplomhoz tartozó Plébániaház. Az 1840-es évek környékén klasszicizáló stílusúvá alakított épület a Bottyán János utca és a IV. Béla király utca sarkán található, a főhomlokzat a Bottyán János utcára néz. Az enyhén előreugró középrészt két-két lapos falsáv emeli ki. A középrészhez kétoldalt, szintén kétablakos szárnyak kapcsolódnak. A IV. Béla király utcai homlokzatot is két ablak tagolja. Minden ablakot ugyanolyan, lapos, egyenes vonalú szemöldökpárkány és ablakkötény emel ki. A 18. századi barokk plébániaház bejárata a főhomlokzaton nyílott, a IV. Béla király utcára nyíló keskeny kapu a ház mögötti udvarra vezet. Az oldalhomlokzat első vakablakában Prohászka Ottokárnak emléket állító emléktábla látható. Prohászka Ottokár lelkipásztori tevékenységét e plébánián kezdte meg 1882-ben.

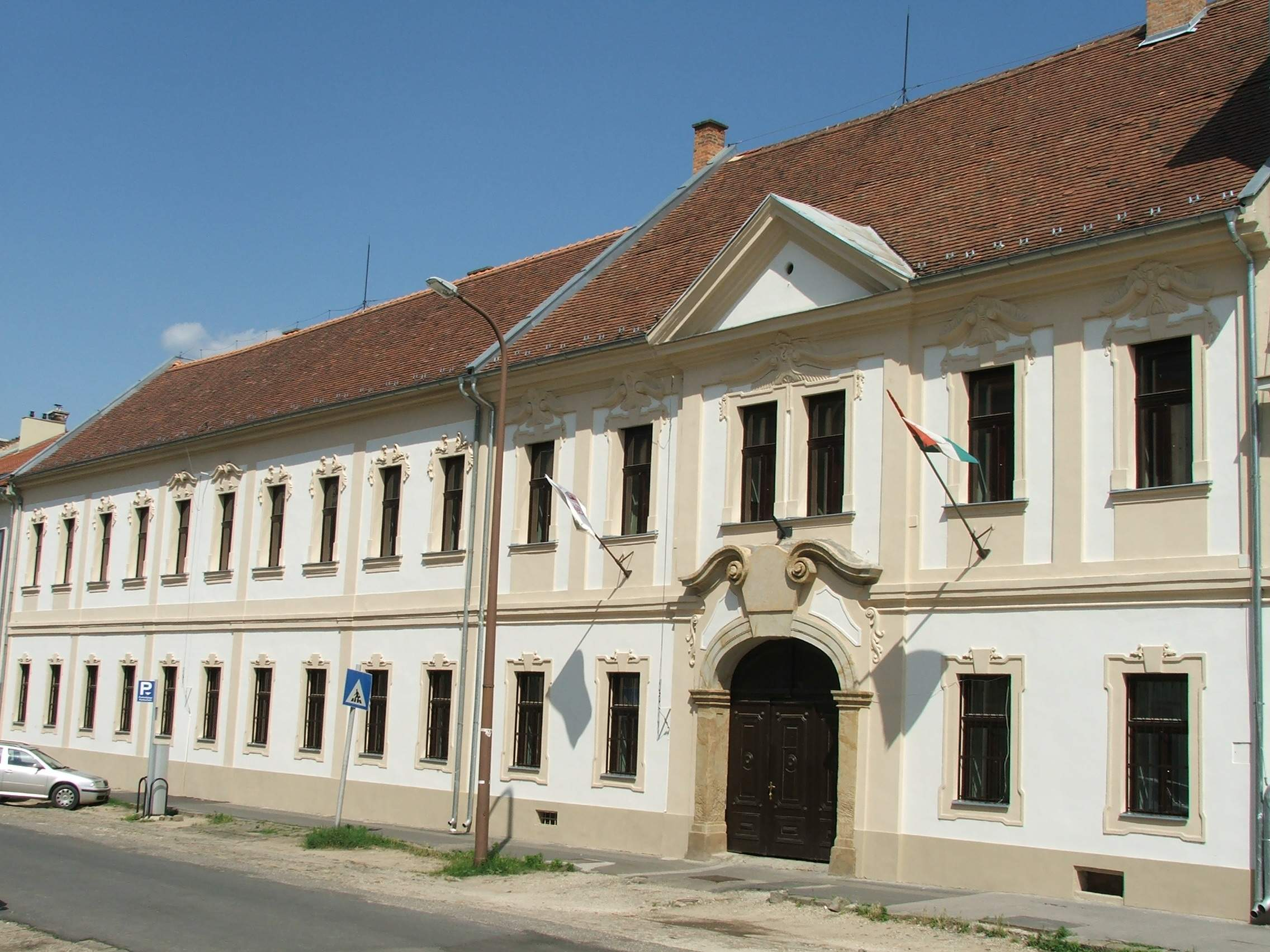
Egykori rendház, a könyvtár jövőbeli épülete

- A Bottyán János utca keleti oldalán a 8. szám alatt található épület a pálos rend egykori háza. A házat Oratsek Ignác a budai várpalota barokk átépítésének kivitelezője építette a pálos rend számára 1759–1762 között a korábbi földszintes épület átépítésével. A ház kétszintes, hattengelyes, erőteljes timpanonnal kiemelt középrizalittal. A középrizalit teljes szélességét betölti a kosáríves kapu kőkerete. Felette a címerpajzson a pálos címer kapott helyet, amelyet a két egymás felé forduló volutában végződő, a falsíktól élesen kiugró, íves párkány fog közre. Ezen állt Szent Antal és Szent Pál szobra, e felett emelkedik a közös párkányon ülő kettős ablak, mely felett a szemöldökpárkány a kapu feletti volutás motívumhoz hasonló. Az ablakokat mindkét szinten szalagsáv stukkó keretezi, zárókővel a felső rész tengelyében. Az emeleti ablakokat plasztikus falsáv választja el egymástól, melyek a profilozott övpárkányon állnak. Az övpárkány a középrész szélén meredeken megszakad és a felette ívelő volutában folytatódik. A rendházat a bencés rend egybeépíttette a mellette álló 4-2-4 tengelyes, emeletes, barokk házzal. A házat a pálos rend 1726-ban kapta meg esztergomi szálláshelyül. Az épület homlokzati típusa a kapu feletti kettős ablakokkal a helyi polgári barokk építészet jellegzetessége lett. Az épület a pálos rend 1786. évi feloszlatása után a városé lett, majd a Szent Benedek-rend vásárolta meg, a Városháza keleti szárnyában létesített gimnázium tanárai számára. (Ezért emlegetik Bencés rendházként is.) A tervek szerint ide fog költözni a Helischer József Városi Könyvtár.
- A Főapát utca 1. szám alatt álló épület a Szent Benedek rend gimnáziuma számára épült, a város megbízásából 1900-ban neoreneszánsz stílusban. Ma a Bottyán János Műszaki Középiskola működik itt. Az épület három utcára néző, monumentális alkotás. A főhomlokzat a Főapát utcára, a ferences rendház melletti közre néz. A kapu a homlokzat tengelyében nyílik, középrizalit emeli ki, az emeleten 5 aedikulás ablak és korinthoszi fejezetű, függőlegesen rovátkázott félpillérekkel. Az oldalszárny 9-9 ablakát egyenes vonalú szemöldökpárkányok emelik ki. A két homlokzat két szélét lezáró rizalit 5-5 ablakát a központi részhez hasonlóan íves és háromszög záródású timpanonok koronázzák a rovátkázott félpillérek között. A Bottyán János utcára és a Kossuth Lajos utcára néző oldalhomlokzatok 5-5 ablaka is aedikulás keretezésű, és közöttük félpillérek gazdagítják a reneszánsz palotát utánzó homlokzatokat. Az épületet díszes konzolsoron nyugvó erőteljes főpárkány koronázza. Az épület Kossuth Lajos utcára néző sarkát az építész levágta, kis homlokzatot kialakítva. A falsáv emeleti részén az aedikulás ablak felett a város címere látható díszes keretben. Az ablaknyílásban márványtábla, melynek felirata: Római katholikus főgimnázium épült 1900. A földszinten látható Szent Istvánt és Szent Imrét ábrázoló kő dombormű az 1930-ból származik. A bencések által működtetett gimnázium 1948-ig a környék egyetlen humán fiúgimnáziuma volt. 2006-ban a megyei önkormányzat és a város közösen megkezdte az épület felújítását.

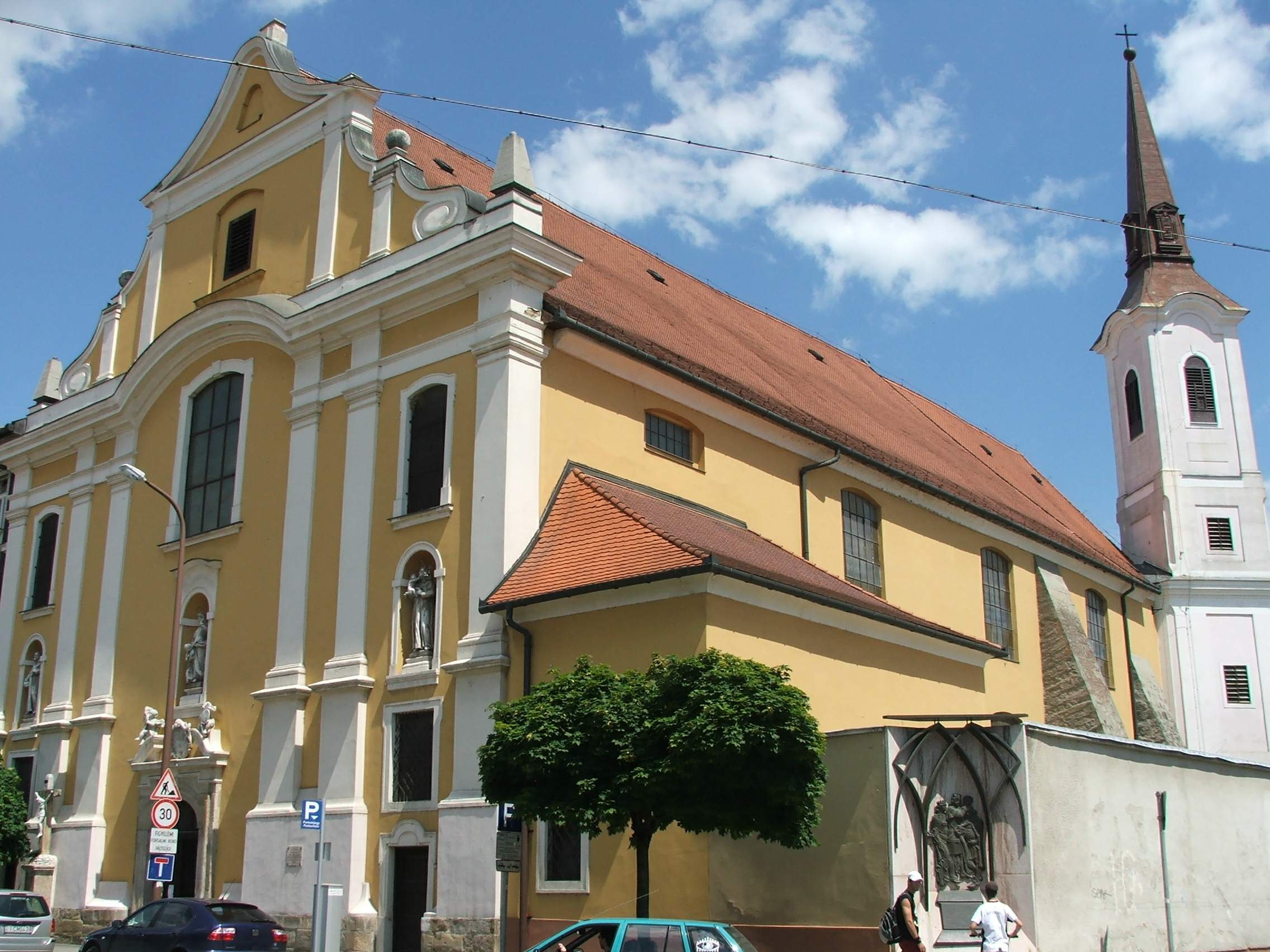
A ferences templom

- A Bottyán János utca 10. szám alatt található a ferences rend temploma és kolostora. A ferences szerzetesek még az 1220-as évek elején, Szent Ferenc életében megjelentek Esztergomban. A hajdani ferences templom és kolostor a maitól kissé nyugatra állt. A híres esztergomi ferencesek között említhetjük Temesvári Pelbártot, Laskai Osvátot vagy Tomori Pált. A török hódoltság után 1700–1717 között a régi templom közelében új templomot emeltek. Ekkorra a templom homlokzata, hajója és a rendház földszintjének egy része készült el. A templom ma a barokk Esztergom legkorábbi építészeti emléke. A fal síkjából még alig emelkednek ki a homlokzatot tagoló és díszítő tagozatok, szobrok. A főkaput sem emelik ki oszlopok, vagy erkély, mint az ötven évvel később épült belvárosi plébániatemplom esetében. A kaput csak az íves párkány emeli ki, melyen két puttó ül tartva a ferences rend jelvényét. A kettős félpillérekkel tagolt falsíkon egy sorban jelennek meg a falba mélyített azonos méretű szoborfülkékben a Assisi Szent Ferencet, Szent Annát és Szent Antalt ábrázoló álló kőszobrok. Felette a három nagyméretű ablak nem egy vonalból indul, a középsőt mérete is kiemeli, keretezésük egyenes vonalú, felső részük enyhén ívesen záródó. A koronázó párkány egyenes vonala élesen előreugró, a középső ablak felett megtörik, és nagy félkörívet alkot a főhajó hangsúlyozására. Felette magas, háromszögű oromzat emelkedik, többszörösen megtört ívelésű, csigavonalban végződő keretezéssel, melyet szobrok és kőgúlák díszítenek. A templom déli oldalához 1722-ben az akkori várparancsnok özvegye loretói kápolnát építtetett, címere a kápolna utcai ablaka felett látható.
- A ferences rendház és gimnázium mai neobarokk bejárata és a harmadik emelet 1931-ben épült, amikor a rend iskolát nyitott. Az eredeti barokk bejárat 1717-től a templom melletti első ablak helyén volt és a boltozott kerengőbe vezetett. Ebből nyílik ma is a barokk ebédlő a 18. századi gazdag festészeti díszítéssel és a cellák. Az első emelet egy része is 18. századi. Az épületegyüttes IV. Béla király utca felőli oldalán, a falon látható a IV. Béla királynak emléket állító bronz dombormű, melyet a város a millennium évében állíttatott.